# 真・女神転生 東京鎮魂歌
『真・女神転生 東京鎮魂歌』（しん・めがみてんせい トウキョウレクイエム）は、ビービーエムエフ（現・menue）よりアトラスモバイルコンテンツから配信されている日本のモバイルゲーム。

## 概要
アトラスとビービーエムエフが運営する携帯電話用サービス「アトラスモバイルコンテンツ」内の「メガテンα」において、2007年4月から配信された（2007年3月30日のプレスリリースで4月2日に配信が予定されたが、延期により4月27日に『女神転生QIX ペルソナ3』と同時に配信された）。本作は『真・女神転生シリーズ』の外伝作品とは異なり、ストーリーやBGMなどオリジナルとなっている。シナリオ配信型アプリとなっており、月に1本ずつ全6章まで配信される。

## システム
敵として出現する悪魔を「悪魔交渉」によって仲魔（ナカマ）にしたり、仲魔同士を「悪魔合体」させて新たな仲魔を作り出す、シリーズおなじみの要素は健在。新たに「悪魔召喚」システムが追加され、過去に仲魔にした悪魔を「邪教の館」にてパーティに加えることができる。また、戦闘に勝利した際に仲魔も経験値を獲得することもでき、レベルアップなどの育成も可能である。他にも敵悪魔が3種類まで同時出現や俯瞰型のマップ表示、主人公を含め最大3人でパーティー編成などの変更点がある。

## ストーリー
西暦201X年12月24日、東京。
少年はその日、彼女と東京の新名所である35階建てのビルにてデートをしていた。不意に携帯電話に届くメール、それには「D.I.O.System」という謎の添付ファイルが付いていた。
その時、一条の閃光が二人の目を焼いた。
東京は突如として核の炎に焼かれ、同時に日本の情報システムも崩壊した。瓦礫の山にかろうじて生き残った人々は無数の異形の者たちが出現するのを見た……。

## 登場人物
ヒーロー（デフォルト名なし）
本作の主人公。携帯電話に悪魔召喚プログラムを宿し、それにより悪魔を仲魔にする力を身につけた男。戦いでは剣一本で戦う事になる。
ヒロイン（デフォルト名なし）
主人公の恋人。主人公と一緒にデートをしていたが、体をガレキに貫かれて死亡する。後に悪魔のリリスとして甦り、ビルを脱出しようとする主人公に助言する。
ミカエル
鎧をまとった姿の天使。主人公にサタンの呼びかけに耳を貸すなと忠告する。
サタン
主人公の恋人をリリスとして蘇らせた悪魔。
ルシファー
主人公の前に現れる少年の姿をした堕天使。